# Mayumi Azuma
Mayumi Azuma (東 まゆみ Azuma Mayumi?, Tokio, 24 de abril de 1975) es una mangaka japonesa. Mayumi es la creadora del manga Elemental Gelade, su trabajo más famoso, el cual fue adaptado a una serie de anime compuesta por 26 episodios. Dicho manga tiene un spin-off titulado, Elemental Gelade: Flag of Blue Sky. Mayumi también es reconocida por su trabajo en Star Ocean: The Second Story, el cual está basado en un videojuego del mismo nombre. Antes que su carrera profesional despegara, trabajó como asistente de la mangaka Kozue Amano, creadora de Aria.

## Trabajos
- Manga
  - Enix
    - Night Walker! (ナイトウォーカー!) (1995 - 1996, Monthly Shōnen GagOh!)
    - Get! (GET!) (1999, Monthly Shōnen Gangan)
    - Vampire Savior: Tamashii no Mayoigo (ヴァンパイア セイヴァー ～魂の迷い子～) (1996 - 2001, Monthly Gangan WING)
    - Star Ocean: The Second Story (スターオーシャン セカンドストーリー) (1999 - 2001, Monthly Shōnen Gangan)

  - Mag Garden
    - Elemental Gelade (EREMENTAR GERAD) (2002 - 2009, Monthly Comic Blade)
    - Elemental Gelade: Flag of Blue Sky (EREMENTAR GERAD -蒼空の戦旗-) (2003 - present, Comic Blade Masamune)
- Videojuego
  - Star Ocean: Blue Sphere